# Festungs-Division Warschau (Wehrmacht)
Die Festungs-Division Warschau war ein Großverband der Heeresgruppe A des Heeres der deutschen Wehrmacht im Zweiten Weltkrieg.

## Divisionsgeschichte
Die Division wurde Anfang Januar 1945 in der polnischen Hauptstadt Warschau zur Verteidigung derselbigen gegen die Rote Armee im Zuge der Strategie der festen Plätze aufgestellt.
Die sich auflösende Division, der 9. Armee unterstellt, wurde zunächst wahrscheinlich in Warschau eingeschlossen (am 16. Januar bestand die Verteidigung aus lediglich noch vier Bataillonen der Festungs-Division) und später nach der Einnahme der Stadt, am 18. Januar 1945, durch die Rote Armee fast vollständig vernichtet. Anschließend vereinigten sich die Restteile der Festungs-Division Warschau mit der 73. Infanterie-Division, um die Verteidigung der Festung Thorn zu verstärken. Zuvor hatte der Kommandeur der 9. Armee, Smilo von Lüttwitz, die Verteidigung der Stadt ohne übergeordneten Befehl aufgegeben, wodurch der Truppenzusammenhalt sich auflöste. Der Kommandeur der Festungs-Division Weber wurde anschließend in die Führerreserve versetzt, zur Frontbewährung verurteilt und erhielt kein militärisches Kommando mehr.
Die Division wurde am 27. Januar 1945 offiziell für aufgelöst erklärt.

## Gliederung
- Festungs-Regiment 8
  - 1. Bataillon (ehemals Festungs-Infanterie-Bataillon 1401)
  - 2. / 3. Bataillon
  - 4. Bataillon (ehemals Festungs-MG-Bataillon 24)
  - Panzerjäger-Kompanie 17
- Festungs-Regiment 88
  - 1. Bataillon (ehemals Landesschützen-Bataillon 238)
  - 2. Bataillon (ehemals Landeswehr-Bataillon Weckerle)
  - 3. Bataillon
  - 4. Bataillon (ehemals Festungs-MG-Bataillon 25)
  - Panzerjäger-Kompanie 16
- Festungs-Regiment 183
  - 1. / 2. / 3. / 4. Bataillon
- Festungs-Artillerie-Regiment 1320
  - Festungs-Granatwerfer-Bataillon 22
  - Festungs-Granatwerfer-Bataillon 23
- Festungs-Pionier-Bataillon 67
- Nachrichtentruppe 1320
- Nachschubtruppen 1320

## Kommandeur
- Generalleutnant Friedrich Weber

## Referenz
1. ↑  Peter Gosztony, Arbeitskreis für Wehrforschung: Stalins fremde Heere. Bernard & Graefe, 1991, ISBN 978-3-7637-5889-0, S. 231 (google.de [abgerufen am 20. Oktober 2018]).
2. ↑  Hans Jürgen Pantenius: Letzte Schlacht an der Ostfront: von Döberitz bis Danzig 1944/1945 : Erinnerung und Erfahrung eines jungen Regimentskommandeurs. Mittler E.S. + Sohn GmbH, 2002, ISBN 978-3-8132-0741-5, S. 118 (google.de [abgerufen am 20. Oktober 2018]).